# Traité d'Orvieto

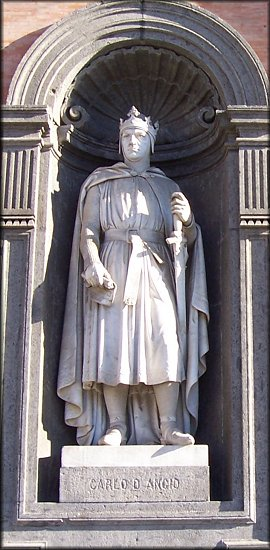
Statue de Charles d’Anjou au palais royal de Naples

Le traité d'Orvieto est une entente conclue le 3 juillet 1281 entre Charles d’Anjou, roi de Naples et de Sicile, Giovanni Dandolo, doge de Venise, et Philippe de Courtenay, prétendant à l’empire latin de Constantinople, avec l’appui du pape Martin IV.
Ce traité avait pour but le renversement de l'empereur Michel VIII Paléologue et la restauration de la domination latine tant civile qu’ecclésiastique sur un empire latin de Constantinople restauré. Le départ de l'expédition fut fixé à avril 1283. Cependant les Vêpres siciliennes (21 mars 1282) mirent fin à ce projet, car son principal instigateur Charles d'Anjou dut concentrer ses ressources sur la Sicile.

## Contexte historique

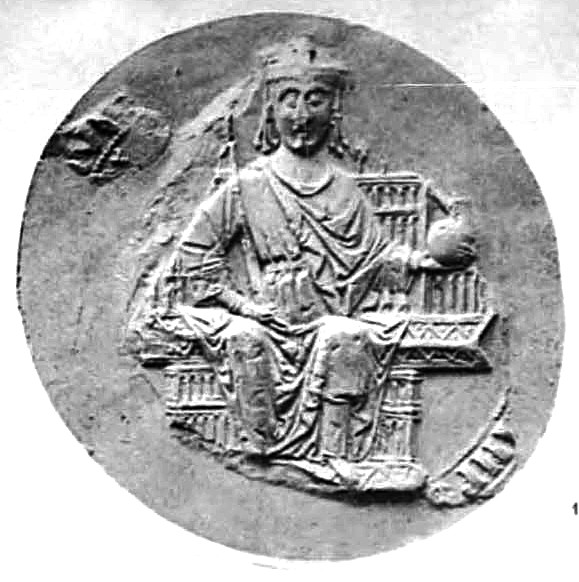
Philippe de Courtenay, prétendant au trône de l’Empire latin de Constantinople

Le 15 aout 1261, Michel VIII Paléologue avait fait son entrée solennelle dans Constantinople, mettant ainsi fin à l’éphémère empire latin fondé en 1204 à la suite de la quatrième croisade. L’empereur latin Baudouin II de Courtenay s’était réfugié en Italie avant de regagner la France en 1262. Toutefois, Michel VIII héritait plutôt d’une capitale que d’un empire. Gênes et Venise conservaient la maitrise des eaux byzantines : la plupart des îles orientales de la Méditerranée étaient en leur possession ; leurs colonies étaient répandues partout dans ce qui avait été l’empire byzantin. En Grèce continentale  le despotat d’Épire, le duché d’Athènes et la principauté d’Achaïe restaient sous  domination latine alors que la Bulgarie et la Serbie s’étaient agrandies au détriment de l’empire.
La situation face à Gênes et à Venise était d’autant plus préoccupante que les deux républiques étaient en guerre l’une avec l’autre. Au printemps de 1263, la flotte génoise avait été battue par celle de Venise dans le golfe de Nauplie. L’alliance conclue avec les Génois par le traité de Nymphaeon coutait cher à l’empire ; aussi Michel VIII entreprit-il des négociations avec Venise en juin 1265 qui auraient accordé à celle-ci des avantages multiples. Pour forcer la main aux Vénitiens, l’empereur leur promit la liberté de commerce dans tout l’empire et un quartier qui aurait été à leur disposition dans la banlieue de Constantinople, à Galata. Ceci mit fin aux hésitations des Vénitiens qui signèrent le 4 avril 1268 un traité valable pour deux ans. Les avantages qu’ils obtenaient n’étaient pas aussi considérables que ceux dont disposaient les Génois, mais ils étaient dispensés des droits de douane dans tout l’empire . L’alliance simultanée avec Gênes et Venise mettait l’empire à l’abri d’une coalition de l’une ou l’autre puissance avec les puissances occidentales hostiles à Byzance. Il était temps, car l’année précédente, en 1267, un traité d'alliance avait été signé à Viterbe entre la papauté, le royaume de Sicile, la principauté d'Achaïe et le prétendant au trône de l'empire latin de Constantinople afin de rétablir l’autorité latine sur l’empire byzantin restauré,. 
Un des plus ardents artisans de ce traité était le frère du roi de France, Charles d’Anjou, qui avait en 1266 renversé Manfred de Hohenstaufen et était devenu roi de Naples et de Sicile. Le traité de Viterbe s’était conclu par le mariage de la fille de Charles, Béatrice, et le fils de l’empereur Baudouin II, Philippe, annonçant déjà les intentions de l’Angevin.
Il trouva des alliés dans les Balkans où à la fois la Serbie et la Bulgarie étaient liées par des ententes matrimoniales, la première avec la France, la seconde avec Jean Laskaris, détrôné et aveuglé par Michel VIII. 
Aussitôt de retour en Sicile après la croisade qui s’était achevée à Tunis par la mort de son frère Saint Louis, Charles fit valoir ses droits à succéder comme roi d’Albanie à Manfred, droit qu’il avait fait inscrire dans le traité de Viterbe,. En fait l’Albanie d’alors, réduite à une mince bande de terre s’étendant le long de la côte, n’intéressait guère les Angevins. Mais c’était aussi le point de départ de la Via Egnatia, suite outre-Adriatique de la Via Appia, qui menait à Constantinople. En même temps, Charles déploya une grande activité dans les Balkans et en 1273 envoya des troupes à Guillaume II de Villehardouin, prince d’Achaïe devenu son vassal dans le cadre du traité de Viterbe. Philippe, le fils de Charles d’Anjou, étant mort avant Guillaume II, son beau-père, ce fut Charles qui recueillit la principauté à la mort de ce dernier en 1278 devenant ainsi non seulement roi d’Albanie et suzerain de tous les États latins de Grèce, mais aussi beau-père de l’empereur nominal de l’empire latin,. 
À Rome, le pape italien Grégoire X (r. 1271-1276) avait remplacé le Français Clément IV (r. 1265-1268). Ardent partisan de la reconquête de la Terre Sainte, celui-ci ne pouvait voir d’un bon œil les plans de Charles d’Anjou. L’une de ses priorités était de réunifier les Églises d’Orient et d’Occident en soumettant la première à la volonté de Rome. Aussi, mit-il en demeure Michel VIII qui faisait trainer les négociations en longueur d’assurer la soumission de l’Église orthodoxe sans quoi il ne pourrait contenir Charles. De plus, il fit pression sur les Vénitiens dont le traité avec Constantinople venait à échéance pour qu’ils ne renouvellent pas celui-ci. Michel VIII n’eut d’autre choix que de se plier à ses exigences et le 6 juillet 1274, l’union fut proclamée au concile de Lyon. Ceci le mettait à l’abri de Charles d’Anjou qui ne pourrait attaquer un autre prince chrétien en dépit des termes du traité de Viterbe, tout en lui permettant d’aider la résistance en Albanie.
Charles dut ainsi mettre de côté ses plans d’invasion et s’engagea à une suspension des hostilités jusqu’en mai 1276. Entre-temps, Venise renouvela en 1275 son traité commercial, mais pour une période de deux ans seulement. Michel VIII put reprendre l’initiative : en Albanie, les Byzantins s’emparèrent de Berat et de Butrinto avant d’assiéger Durazzo ; sur mer, la flotte byzantine put reprendre le contrôle de la mer Égée. Et si dans les Balkans deux campagnes en 1275 et 1277 ne purent venir à bout du sébastocrator Jean de Thessalie allié à son voisin le duc d’Athènes, en Morée, maintenant angevine, les populations grecques, affamées à la suite de la guerre, se révoltaient contre la domination latine,. 
Après la mort de Grégoire X et le bref interlude de Nicolas III (r. 1277-1280), l’élection du Français Martin IV (r. 1281-1285) devait faire de celui-ci « l’instrument aveugle du puissant roi de Sicile »,. Nicolas III était mort en novembre 1280 ; il fallut plus de six mois aux cardinaux réunis à Viterbe (devenue résidence du pape depuis Clément IV) pour élire celui-ci après que Charles d'Anjou eut fait jeter en prison deux cardinaux du parti « romain » désireux de poursuivre la politique anti-angevine de Nicolas III. Face à l’hostilité de la population à l’endroit d’un pape français, Martin IV dut quitter Viterbe pour être intronisé à Orvieto.
C’est dans ces circonstances que fut conclu le traité d’Orvieto.

## Le traité

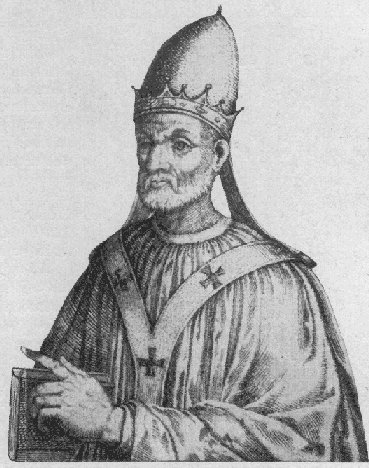
Le pape Martin IV. Allié de Charles d’Anjou, il excommuniera l’empereur Michel VIII.

Tout comme le traité de Viterbe en 1267, le traité d’Orvieto fut signé au palais pontifical. Son but avoué était de remplacer Michel VIII Paléologue par Philippe de Courtenay et de réunifier les Églises en mettant l’Église grecque orthodoxe sous l’autorité de l’Église catholique romaine et du pape. En réalité, le but était de rétablir un empire latin politiquement sous la domination angevine et commercialement sous celle de Venise. 
Selon les termes du traité, Philippe de Courtenay et Charles d’Anjou s’engageaient à fournir 8 000 hommes de troupes et cavaliers ainsi que des navires en nombre suffisant pour les transporter à Constantinople. Philippe, le doge Dandolo et Charles lui-même ou son fils, le prince de Salerne, devaient accompagner personnellement l’expédition. En pratique, Charles aurait dû fournir l’ensemble des troupes ou presque, Philippe étant dépourvu de moyens financiers. Les Vénitiens pour leur part fourniraient quarante galères pour protéger les troupes de l’expédition, laquelle devait partir de Brindisi au plus tard en avril 1283. Une fois établi sur le trône, Philippe aurait confirmé les termes du traité de Viterbe ainsi que les privilèges concédés à Venise lors de la création de l’empire latin, y compris la reconnaissance du doge comme « dominator » d’« un quart et un huitième de l’empire latin ».
Un second document prévoyait l’organisation d’une expédition d’avant-garde. Charles et Philippe devaient fournir quinze navires et dix transports de troupes avec environ trois cents hommes et leurs chevaux. Les Vénitiens les accompagneraient avec quinze navires de guerre pendant une période de sept mois. Ces forces auraient comme mission d’engager le combat contre Michel VIII et les « autres occupants » de l’empire latin (possiblement les Génois) et se réuniraient à Corfou le 1er mai 1282 ouvrant ainsi la voie à l’invasion de l’année suivante.
Les deux traités furent signés par Charles et Philippe le 3 juillet 1281 et furent ratifiés par le doge de Venise le 2 août 1281.

## Les suites du traité

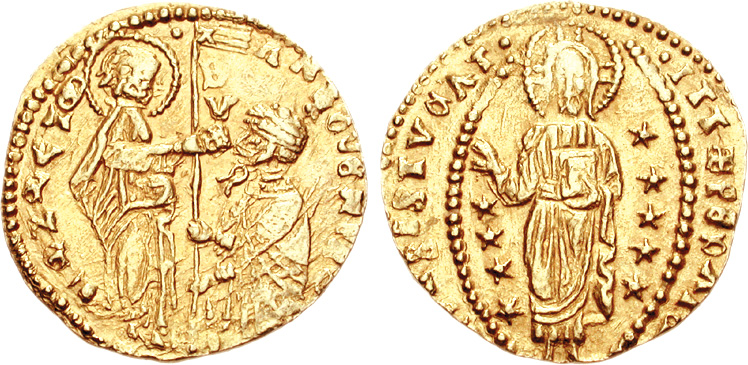
Ducat d’or vénitien de 1382.

Quelques semaines plus tard, le pape Martin IV condamna comme hérétique l’empereur Michel VIII qui s’était pourtant mis en mauvaise position face à son Église et à son peuple en défendant l’union des deux Églises, le déclara déchu et interdit aux princes chrétiens toute relation avec lui,.
Dans les Balkans, les adversaires de Byzance en profitèrent. Jean Ier Doukas (r. 1268-1289) de Thessalie s’allia au nouveau roi des Serbes, Stefan Uroš II Milutin (r. 1282-1321), pour envahir la Macédoine en 1282, s’emparant de Skopje qui fut à jamais perdue pour les Byzantins. En Bulgarie, le nouveau tsar, Georges Ier Terter (r. 1280-1292) s’allia aux Angevins et à Jean de Thessalie,. Nicéphore Ier Doukas (r. 1267/1268-1297), despote d’Épire, qui avait dû signer un accord en 1267 avec Charles après que des troupes byzantines eurent envahi son territoire, se joignit à la coalition. 
Les préparatifs commencèrent en vue de l’expédition et quelques escarmouches eurent lieu dans les îles grecques aux environs de l’Eubée. 
Abandonné par son peuple en raison de son traitement du jeune Jean IV Laskaris et par son Église en raison du traité d’Union, en butte à l’hostilité de tous ses voisins dans les Balkans et devant faire face aux Turcs qui avaient envahi la frontière orientale, Michel VIII était presque dans une situation désespérée lorsque celle-ci fut complètement renversée par un incident inattendu : les Vêpres siciliennes,.
Au temps du pape Nicolas III, Michel VIII avait conclu un accord par l’intermédiaire de Gênes avec le roi Pierre III d'Aragon (r. 1276-1285), qui avait épousé en 1262 Constance de Sicile, fille de Manfred détrôné par Charles d’Anjou. Constantinople mit à sa disposition tous les moyens voulus pour construire une flotte de cent-quatre-vingt vaisseaux qui se mit en branle début 1282 avec pour mission officielle de punir l’émir de Tunis. En même temps, des envoyés byzantins semaient l’agitation en Sicile contre l’étranger angevin. L’émeute se déclara à Palerme le 30 ou 31 mars 1282 et se répandit à toute la Sicile. Pierre d’Aragon quitta alors Tunis pour débarquer à Trapani le 30 août 1282. Après avoir conquis l’île, il tenta mais sans succès de prendre pied sur la partie continentale du royaume de Sicile et Charles dut passer le reste de sa vie à tenter de réunifier son royaume. Le pape fut profondément affecté par ce désastre ; quant au prétendant latin au trône, Philippe de Courtenay, personne ne le prit plus au sérieux. Venise même chercha un rapprochement avec Constantinople et le roi d’Aragon.